# Montigné-lès-Rairies
Montigné-lès-Rairies és un municipi francès situat al departament de Maine i Loira i a la regió de País del Loira. L'any 2007 tenia 362 habitants.

## Demografia

### Població
El 2007 la població de fet de Montigné-lès-Rairies era de 362 persones. Hi havia 152 famílies de les quals 28 eren unipersonals (4 homes vivint sols i 24 dones vivint soles), 72 parelles sense fills, 44 parelles amb fills i 8 famílies monoparentals amb fills.
La població ha evolucionat segons el següent gràfic:
Habitants censats

### Habitatges
El 2007 hi havia 176 habitatges, 153 eren l'habitatge principal de la família, 15 eren segones residències i 8 estaven desocupats. 168 eren cases i 8 eren apartaments. Dels 153 habitatges principals, 113 estaven ocupats pels seus propietaris, 38 estaven llogats i ocupats pels llogaters i 2 estaven cedits a títol gratuït; 1 tenia una cambra, 11 en tenien dues, 22 en tenien tres, 45 en tenien quatre i 74 en tenien cinc o més. 112 habitatges disposaven pel capbaix d'una plaça de pàrquing. A 67 habitatges hi havia un automòbil i a 75 n'hi havia dos o més.

### Piràmide de població
La piràmide de població per edats i sexe el 2009 era:
| Homes | Edats   | Dones |
| ----- | ------- | ----- |
| 0     | 95 o +  | 0     |
| 0     | 90 a 94 | 0     |
| 0     | 85 a 89 | 0     |
| 0     | 80 a 84 | 0     |
| 16    | 75 a 79 | 8     |
| 12    | 70 a 74 | 8     |
| 8     | 65 a 69 | 8     |
| 8     | 60 a 64 | 4     |
| 4     | 55 a 59 | 16    |
| 12    | 50 a 54 | 12    |
| 20    | 45 a 49 | 16    |
| 16    | 40 a 44 | 12    |
| 16    | 35 a 39 | 16    |
| 4     | 30 a 34 | 4     |
| 16    | 25 a 29 | 12    |
| 16    | 20 a 24 | 12    |
| 16    | 15 a 19 | 8     |
| 20    | 10 a 14 | 24    |
| 8     | 5 a 9   | 12    |
| 8     | 0 a 4   | 0     |

## Economia
El 2007 la població en edat de treballar era de 237 persones, 175 eren actives i 62 eren inactives. De les 175 persones actives 159 estaven ocupades (87 homes i 72 dones) i 16 estaven aturades (12 homes i 4 dones). De les 62 persones inactives 26 estaven jubilades, 13 estaven estudiant i 23 estaven classificades com a «altres inactius».

### Ingressos
El 2009 a Montigné-lès-Rairies hi havia 152 unitats fiscals que integraven 372,5 persones, la mediana anual d'ingressos fiscals per persona era de 15.625 €.

### Activitats econòmiques
Dels 8 establiments que hi havia el 2007, 2 eren d'empreses de construcció, 1 d'una empresa de comerç i reparació d'automòbils, 2 d'empreses d'hostatgeria i restauració, 2 d'empreses de serveis i 1 d'una entitat de l'administració pública.
Dels 2 establiments de servei als particulars que hi havia el 2009, 1 era un paleta i 1 restaurant.
L'any 2000 a Montigné-lès-Rairies hi havia 20 explotacions agrícoles que ocupaven un total de 495 hectàrees.

## Equipaments sanitaris i escolars
El 2009 hi havia una escola maternal.

## Poblacions més properes
El següent diagrama mostra les poblacions més properes.